# Walter William Rouse Ball
Walter William Rouse Ball, também conhecido como W. W. Rouse Ball (Hampstead, 14 de agosto de 1850 – 4 de abril de 1925) foi um matemático e advogado britânico.
Foi membro do Trinity College (Cambridge), de 1878 a 1905. Foi também mágico amador, presidente fundador do Pentacle Club em 1919, uma das mais antigas organizações de mágicos do mundo.

## Vida
Filho de Walter Frederick, foi educado na University College School, e entrou no Trinity College (Cambridge) em 1870, tornando-se então escolar e recebendo o Prêmio Smith em 1874, obtendo o B.A. em 1874 como segundo Wrangler. Tornou-se membro do Trinity College em 1875, onde permaneceu até o fim de sua vida.
Está sepultado na Ascension Parish Burial Ground.

## Obras
- A History of the Study of Mathematics at Cambridge; Cambridge University Press, 1889 (reissued by the publisher, 2009, ISBN 9781108002073)
- Walter William Rouse Ball no Projeto Gutenberg  (1st ed. 1888 and later editions)
- Walter William Rouse Ball no Projeto Gutenberg  (1st ed. 1892; later editions with H.S.M. Coxeter)
- A History of the First Trinity Boat Club (1908)